# Championnat du Lesotho de football 2016-2017
Navigation
Édition précédente Édition suivante
La saison 2016-2017 du Championnat du Lesotho de football est la quarante-huitième édition du championnat de première division au Lesotho. Les quatorze équipes engagées sont regroupées au sein d'une poule unique où elles affrontent deux fois leurs adversaires, à domicile et à l'extérieur. En fin de saison, les deux derniers du classement sont relégués et remplacés par les deux meilleurs clubs de deuxième division.
C'est le Bantu FC qui remporte la compétition cette saison après avoir terminé en tête du classement, avec deux points d'avance sur le double tenant du titre, Lioli FC et quinze sur le Lesotho Correctional Services. C'est le second titre de champion du Lesotho de l'histoire du club après celui remporté en 2014.

## Participants
- Lesotho Defence Force FC
- Likhopo FC
- FC Kick 4 Life
- Lesotho Correctional Services
- Matlama FC
- Linare FC
- LMPS FC
- Lioli FC
- Bantu FC
- Liphakoe FC
- Butha-Buthe Warriors - Promu de D2
- Sundawana FC
- Roma Rovers
- Sky Batallion FC - Promu de D2

## Compétition

### Classement
Le classement est établi sur le barème de points classique : victoire à 3 points, match nul à 1, défaite à 0.
| Rang | Équipe                        | Pts | J  | G  | N  | P  | Bp | Bc | Diff |
| ---- | ----------------------------- | --- | -- | -- | -- | -- | -- | -- | ---- |
| 1    | Bantu FCC                     | 62  | 26 | 19 | 5  | 2  | 50 | 13 | +37  |
| 2    | Lioli FCT                     | 60  | 26 | 19 | 3  | 4  | 49 | 11 | +38  |
| 3    | Lesotho Correctional Services | 47  | 26 | 13 | 8  | 5  | 38 | 21 | +17  |
| 4    | FC Kick 4 Life                | 45  | 26 | 13 | 6  | 7  | 42 | 28 | +14  |
| 5    | Sky Batallion FCP             | 41  | 26 | 12 | 5  | 9  | 33 | 27 | +6   |
| 6    | Lesotho Defence Force FC -3   | 36  | 26 | 10 | 9  | 7  | 28 | 21 | +7   |
| 7    | LMPS FC                       | 36  | 26 | 8  | 12 | 6  | 23 | 20 | +3   |
| 8    | Matlama FC -3                 | 35  | 26 | 9  | 11 | 6  | 38 | 25 | +13  |
| 9    | Sundawana FC                  | 31  | 26 | 7  | 10 | 9  | 25 | 29 | -4   |
| 10   | Liphakoe FC                   | 28  | 26 | 7  | 7  | 12 | 22 | 33 | -11  |
| 11   | Linare FC                     | 27  | 26 | 6  | 9  | 11 | 35 | 38 | -3   |
| 12   | Likhopo FC                    | 17  | 26 | 3  | 8  | 15 | 20 | 38 | -18  |
| 13   | Roma Rovers                   | 17  | 26 | 3  | 8  | 15 | 22 | 51 | -29  |
| 14   | Butha-Buthe WarriorsP         | 6   | 26 | 1  | 3  | 22 | 18 | 88 | -70  |

|  | Qualification pour la Ligue des champions de la CAF 2018                                |
|  | Relégation directe en deuxième division                                                 |
|  | T : Tenant du titre C : Vainqueur de la Coupe du Lesotho P : Promu de deuxième division |

- Lesotho Defence Force FC et Matlama FC reçoivent une pénalité de 3 points à la suite des incidents ayant eu lieu lors des rencontres, respectivement face à Bantu FC (11e journée) et Lioli FC (10e journée).

## Bilan de la saison
| Championnat du Lesotho de football 2016-2017                        |                      |
| Champion                                                            | Bantu FC (2e titre)  |
| Coupes et trophées                                                  |                      |
| Vainqueur de la Coupe du Lesotho 2016-2017                          | Bantu FC             |
| Qualifications continentales                                        |                      |
| Ligue des champions de la CAF 2018                                  | Bantu FC             |
| Coupe de la confédération 2018                                      | Aucun                |
| Promotions et relégations                                           |                      |
| Promus en Championnat du Lesotho de football                        | Sefothafotha FC      |
| Promus en Championnat du Lesotho de football                        | Majantja FC          |
| Relégués en Championnat du Lesotho de football de deuxième division | Roma Rovers          |
| Relégués en Championnat du Lesotho de football de deuxième division | Butha-Buthe Warriors |